# Valkenswaard

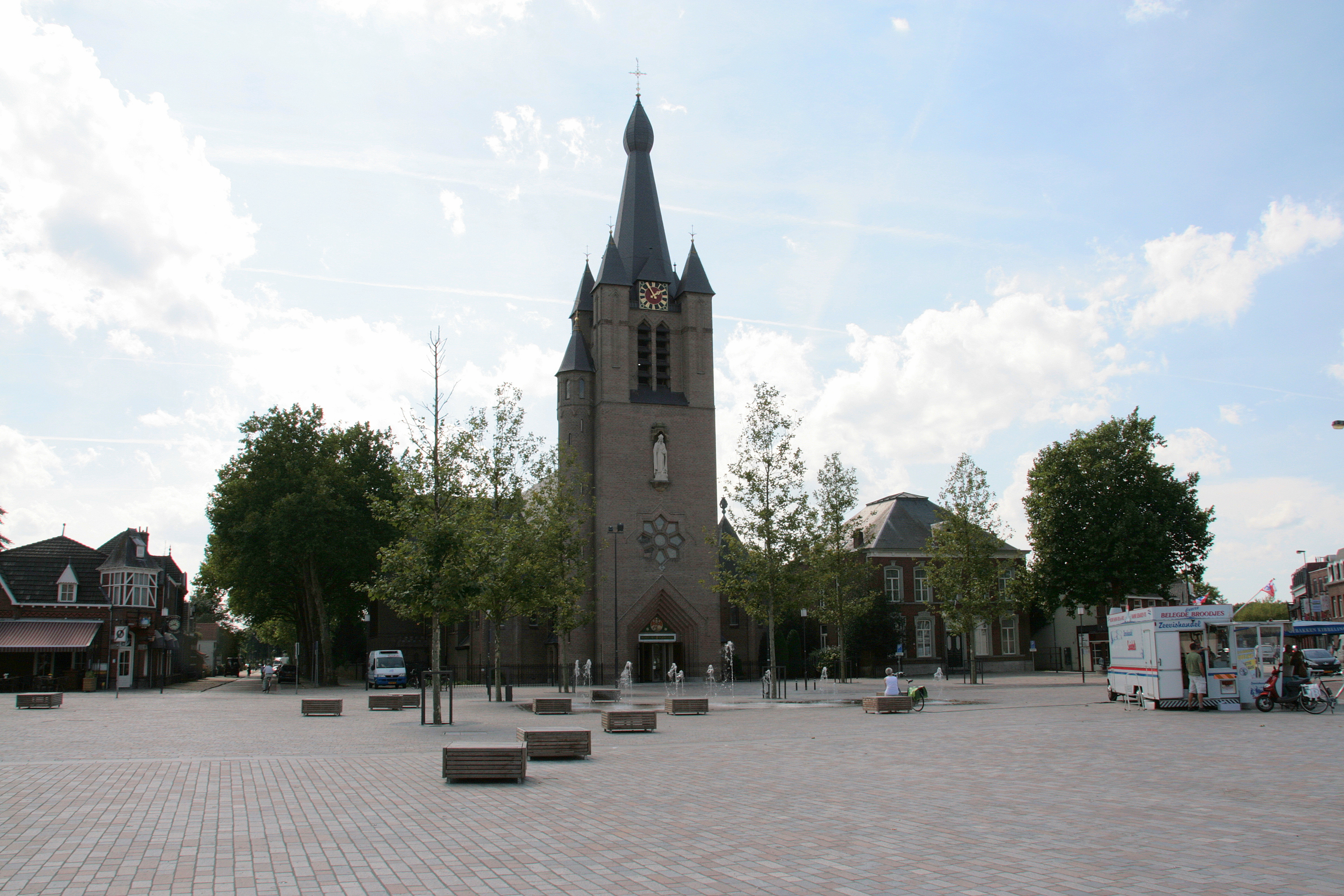
Nicolaaskerk.

Valkenswaards läge i Nederländerna

Valkenswaard är en kommun i provinsen Noord-Brabant i Nederländerna. Kommunens totala area är 56,49 km² (där 1,48 km² är vatten) och invånarantalet var 30 515 invånare (2016).